# Tomasz Krzeszowski
Tomasz Paweł Krzeszowski (ur. 26 czerwca 1939 w Warszawie) – polski profesor, filolog, lingwista.

## Życiorys
Ukończył studia anglistyczne na Uniwersytecie Warszawskim (1961). Doktoryzował się na Uniwersytecie Łódzkim w 1966, a habilitował w 1974. W 1981 otrzymał tytuł profesora.
Specjalista w zakresie filologii angielskiej i językoznawstwa kognitywnego. Profesor zwyczajny Uniwersytetu Gdańskiego i Warszawskiego, kierownik Zakładu Semiotyki Instytutu Lingwistyki Stosowanej na Wydziale Lingwistyki Stosowanej. Stypendysta uniwersytetów w Albany, Nowym Jorku, Oksfordzie, Uniwersytetu w Edynburgu i University College London. Członek Komitetu Neofilologicznego i Komitetu Językoznawstwa Polskiej Akademii Nauk. Wykładowca Wyższej Szkoły Pedagogicznej Towarzystwa Wiedzy Powszechnej w Warszawie, Wyższej Szkoły Humanistyczno-Ekonomicznej w Łodzi oraz Społecznej Akademii Nauk w Łodzi/Warszawie. Autor ponad 120 oryginalnych publikacji w kraju i za granicą. Autor kilkukrotnie wznawianych podręczników do nauki języka angielskiego. Od 1968 do 1980 roku należał do PZPR.

## Nagrody i wyróżnienia
Odznaczony Krzyżem Kawalerskim Orderu Odrodzenia Polski, Medalem Komisji Edukacji Narodowej i Medalem Złotym za Długoletnią Służbę.

## Wybrane publikacje
- Contrastive Generative Grammar: Theoretical Foundations. Łódź 1974.
- Contrasting Languages: Scope of Contrastive Linguistics (Trends in Linguistics: Studies & Monographs). Mouton de Gruyter, 1990. ISBN 3-11-012133-6.
- Early Contrastive Studies in England: (15th–18th Centuries). Gdańsk 1995. ISBN 8370175645.
- Angels and Devils in Hell: Elements of Axiology in Semantics. Warszawa 1997. ISBN 83-85118-56-X.
- Aksjologiczne aspekty semantyki językowej. Toruń 1999. ISBN 83-231-1095-6.
- Meaning and Translation. Frankfurt am Main 2012, Peter Lang Edition ISBN 978-3-631-63006-8.
- Time Works Wonders. Selected Papers in Contrastive and Cognitive Linguistics. Frankfurt am Main 2013, Peter Lang Edition. ISBN 978-3-631-63822-4.
- The Translation Equivalence Delusion. Frankfurt am Main 2016, Peter Lang Edition. ISBN 978-3-631-62078-6.

### Podręczniki i słowniki
- Teaching English to Polish Learners (wyd. III). Warszawa 1978.
- Gramatyka angielska dla Polaków w ćwiczeniach (wyd. II). Warszawa 1991. ISBN 83-01-07546-5.
- Gramatyka angielska dla Polaków (wyd. VI). Warszawa 1994. ISBN 83-01-08564-9.
- Tomasz P. Krzeszowski, Julia Ostanina-Olszewska, Polsko-angielsko-rosyjski słownik biznesmena. ISBN 83-7405-189-2.